# Cecilie Bjerre
Cecilie Sofie Bjerre (* 8. Juli 2001 in Kiel, Deutschland) ist eine dänische Handballspielerin, die beim dänischen Erstligisten Ringkøbing Håndbold unter Vertrag steht.

## Karriere

### Im Verein
Bjerre wurde in der deutschen Stadt Kiel geboren, wo ihr Vater Morten Bjerre für den Handballverein THW Kiel auflief. In Dänemark spielte sie bis zum Jahr 2017 Handball beim Verein Slagelse HK. Anschließend zog Bjerre nach Oure, um dort ein Gymnasium zu besuchen. Ab demselben Jahr lief die Rückraumspielerin für Gudme HK auf, bei dem sie anfangs in der Jugendabteilung aktiv war. Im November 2018 wurde die damals 17-jährige Spielerin erstmals in der Damenmannschaft eingesetzt, die in der 1. division, der zweithöchsten dänischen Spielklasse, antrat. In der Saison 2019/20 zog sich Bjerre nach zehn Spieltagen eine schwere Verletzung zu, woraufhin sie den Rest der Spielzeit pausieren musste.
Bjerre schloss sich im Sommer 2020 dem Ligakonkurrenten SønderjyskE Håndbold an. Erst im November 2020 bestritt sie nach ihrer Rekonvaleszenz ihr erstes Spiel für SønderjyskE. Nachdem Bjerre bis zum Saisonende 2020/21 40 Treffer in 16 Partien für SønderjyskE erzielt hatte, wechselte sie zum schwedischen Erstligisten LUGI HF. In ihrer ersten Saison belegte sie mit 111 Treffern den sechsten Platz in der Torschützenliste der Svensk HandbollsElit. Seit der Saison 2023/24 steht sie beim dänischen Erstligisten Ringkøbing Håndbold unter Vertrag. Im Sommer 2025 wird sie zum Ligakonkurrenten Nykøbing Falster Håndboldklub wechseln.

### In Auswahlmannschaften
Bjerre lief 21 Mal für die dänische Jugendnationalmannschaft auf, für die sie 35 Treffer erzielte. Mit der dänischen Jugendauswahl belegte sie den sechsten Platz bei der U-17-Europameisterschaft 2017. Im Jahr 2019 bestritt sie fünf Länderspiele für die dänische Juniorinnennationalmannschaft.